# Horus Oiseau
Pour les articles homonymes, voir Horus (homonymie).
Horus Oiseau est un roi de la fin de la Ire dynastie ou du milieu de la IIe dynastie pendant la période thinite. 

## Attestations
Il existe très peu de sources fiables pour Horus Oiseau, dont la lecture lecture du nom est incertaine, l'oiseau inscrit étant peu lisible, on peut noter :
- un serekh avec un oiseau sans détails trouvé par Flinders Petrie dans la tombe de Qâ (Ire dynastie) à Abydos[1],
- une assiette de schiste trouvée également dans le complexe funéraire de Djéser ; à gauche du serekh se trouve l'inscription Ḥw.t Ḥa-Za-Nb Pr-Nsw.t Ḫnty Za wr, avec Pr-Nsw.t Ḫnty signifiant « chef du domaine royal » et Ḥw.t Ḥa-Za-Nb étant le nom d'un bâtiment (un enclos funéraire ?) qui se trouve également sur trois inscriptions associée à Qâ découvertes à Abydos et sur une autre associée à Sneferka découverte dans le mastaba S3505 situé à Saqqarah[2],[3],
- une coupe en schiste vert, gravée à l'arrière d'une serekh dont le nom d'Horus est indistinct ; à gauche du serekh se trouve l'inscription Ḥw.t Ḥa-Ka-Za Pr-Nsw.t Ḫnty, avec Pr-Nsw.t Ḫnty signifiant « chef du domaine royal » et Ḥw.t Ḥa-Ka-Za étant le nom d'un bâtiment (un enclos funéraire ?) qui se trouve également sur une inscription associée à Hotepsekhemouy[4],
- des empreintes de sceaux fragmentaires découverts dans la tombe S3505 de Merka, située à Saqqarah et datée de la fin de la Ire dynastie, pourrait lui appartenir[5].

## Identité
Puisque le signe hiéroglyphique est écrit d'une manière assez peu lisible, la lecture correcte reste incertaine. Des égyptologues comme Hans Wolfgang Helck voit une représentation d'une oie, ils lisent le nom comme Sa (qui en ferait un Fils d'Horus) ou comme Geb(eb) (qui en ferait un Héritier d'Horus). Des égyptologues tels que Jaroslav Černý et Peter Kaplony pensent que Horus Oiseau pourrait être identique au roi Horus Ba, lui aussi peu attesté. En effet, ce souverain écrivait son nom avec le signe de la jambe ou les signes de la jambe et du bélier, qui se lisait Ba. Jaroslav Černý et Peter Kaplony pensent que l'oiseau dans la serekh d'Horus Oiseau est le signe de l'oie avec la même transcription, Ba. Dans ce cas, Horus Ba et Horus Oiseau pourraient être la même figure historique. Toutefois, cette théorie n'est pas communément acceptée.

## Règne
On sait très peu de choses sur le roi Horus Oiseau. Les quelques preuves archéologiques indiquent l'existence d'un ou plusieurs dirigeants éphémères après la mort de Qâ et avant Hotepsekhemouy, dont peut-être Horus Oiseau, comme l'indiquent les différentes attestations où des noms de bâtiments se trouvent associés à Horus Oiseau et à Qâ ou à Hotepsekhemouy,,.
Des égyptologues comme Wolfgang Helck et Peter Kaplony pensent qu'Horus Oiseau et Sneferka se sont affrontés pour obtenir le trône d'Égypte. Les luttes ont culminé avec le pillage du cimetière royal d'Abydos, qui a donc été abandonné. Le fondateur de la IIe dynastie, le roi Hotepsekhemouy, a peut-être mis fin à la lutte pour le trône. Le nom d'Horus d'Hotepsekhemouy, qui signifie « Les deux puissances sont réconciliées », constitue un élément de preuve à l'appui de cette théorie et pourrait se rapporter à une réunification du royaume égyptien après une période de discorde. De plus, des empreintes de sceaux d'Hotepsekhemouy ont été découvertes dans la tombe de Qâ,,,.
A contrario, il est possible qu'Horus Oiseau, tout comme Sneferka, aient régné pendant la période troublée de la IIe dynastie, entre Nynetjer et Khâsekhemouy.